# Fundación Desiderius Erasmus
La Fundación Desiderius Erasmus (DES) es una fundación política alemana con sede en Berlín fundada en 2017. Fue nombrado en honor de Erasmo de Róterdam. En 2018 fue reconocida por el partido ultraderechista Alternativa para Alemania (AfD) como una fundación relacionada con el partido.

## Historia
Fue fundada el 15 de noviembre de 2017 en Lübeck y registrada allí en el registro de asociaciones. La fundación fue precedida por la conversión de la fundación estatal ya existente con el mismo nombre, que fue fundada en 2015, en una fundación federal. La Fundación Desiderius Erasmus existente, con sede en Bonn, fue fundada el 20 de marzo de 2015 en Berlín en las instalaciones de la oficina federal del partido Alternativa para Alemania, inicialmente en forma legal de asociación, pero no es la única antecesora legal de la fundación nacional actual. Después de que se formó la asociación nacional a partir de la asociación en Lübeck, se fundó una nueva fundación estatal para Schleswig-Holstein, la Fundación Desiderius Erasmus Schleswig-Holstein.
Los miembros fundadores de DES (Bonn) fueron los entonces presidentes del partido AfD Bernd Lucke (ahora Reformadores Liberal-Conservadores), Frauke Petry (hoy el Partido Azul), Konrad Adam (ahora independiente) y su confidente legal Michael Muster (hoy el Partido Azul), además, Götz Frömming (diputado de AfD en el Bundestag), Gerhard Fischer (tesorero y director gerente, que anteriormente trabajaba para la Fundación Friedrich Ebert del SPD) y Georg Pazderski (diputado y portavoz de AfD en la Cámara de Diputados de Berlín).
Konrad Adam fue elegido presidente de DES (Bonn) cuando se fundó. El publicista se atribuye al ala conservadora nacional del AfD y fue uno de los tres presidentes del ejecutivo del partido. En ese momento, Adam y otros miembros del partido se opusieron abiertamente al hecho de que AfD, según lo planeado originalmente por el fundador del partido Bernd Lucke, solo sería dirigido por un portavoz en el futuro. Dado que Adam ya no habría sido el copresidente, la posición de la fundación podría haberse considerado una compensación, escribió Spiegel en 2015.
La postura de AfD sobre las fundaciones partidarias en Alemania está dividida. El presidente de la fundación, Konrad Adam, describió las fundaciones de partido en enero de 2017 como "abuso de la República Federal a la Democracia".
El 10 de diciembre de 2016, la Fundación Desiderius Erasmus fue fundada como una fundación en Frankfurt am Main con 34 miembros fundadores. Konrad Adam fue reelegido presidente. A principios de abril de 2017, sin embargo, fue expulsado del cargo debido al procedimiento presuntamente tácito. Fue reemplazado por Peter Boehringer, quien fue sucedido por la expolítica de la CDU Erika Steinbach después de su elección como presidente del comité de presupuesto del Bundestag alemán en marzo de 2018.
La DES (Lübeck) fue fundada en 2015 como una fundación estatal para Schleswig-Holstein. Esta asociación se debe en gran parte a Klaus Peter Krause, quien fue miembro de la junta. Desde principios de 2018, ha habido controversia en AfD sobre qué fundación o asociación se debe plantear a la fundación AfD. La fundación nacional derechista Gustav Stresemann compitió con la Fundación Desiderius Erasmus de Lübeck por el favor del ejecutivo del partido. El líder del partido y la facción de Alexander Gauland apoyaba la Fundación Gustav Stresemann, mientras que la líder del grupo parlamentario federal Alice Weidel está estrechamente asociada con la Fundación Desiderius Erasmus. La Fundación Académica Erasmus, la Asociación para la Democracia Johann Gottfried Herder y la Asociación Immanuel Kant también se promocionaron.
El 13 de abril de 2018, la junta ejecutiva federal de AfD habló a favor del reconocimiento de la Fundación Desiderius Erasmus, con la decisión final en el Congreso del Partido Federal el 30 de junio de 2018. Según el WDR y el NDR, la fundación quería cambiar su nombre a Gustav Stresemann en una fecha posterior, siempre que esto hubiera sido posible bajo el nombre.  En la convención de AfD el 6 de mayo, sin embargo, inicialmente se decidió no convocar a ninguna fundación cercana al partido. La base de la decisión fue la crítica de fundaciones cercanas al partido mismo.

## Objetivos
Cuando se fundó la asociación en 2015, se declaró que la fundación quería "promover la educación cívica, iniciar estudios científicos, servir a la comunicación internacional y apoyar la educación científica y la formación de jóvenes con talento".
El portavoz de prensa de AfD, Christian Lüth, explicó la necesidad de fundar la fundación y dijo que puede realizar tareas que una AfD no puede realizar. De esta manera, puede desarrollar ideas para la educación o la política europea. "También pueden dar lugar a debates dentro de la AfD", dijo Lüth en 2015. Ella quería trabajar como un " grupo de expertos separado".
Konrad Adam dijo durante su tiempo como presidente de la fundación que quería reunir a las personas en el grupo de expertos para desarrollar aún más la fiesta. "Debería agudizar el perfil de la AfD menos que suavizarlo, para que la fiesta finalmente parezca más amigable", cita el Berliner Morgenpost a mediados de enero de 2018.

## Críticas
Después de los disturbios en Chemnitz en agosto de 2018, el presidente de la junta de fideicomisarios, Max Otte, escribió en Twitter: "¿Los incidentes de #Chemnitz, que se retratan por completo en los medios, se convierten en el nuevo incendio #Reichstag al comienzo de la persecución oficial de personas políticamente disidentes? #Minungterror #Afd #Freiheit #Demokratie ". En opinión de Meron Mendel, director del centro educativo Anne Frank, Otte utilizó a "radicales de derecha y neonazis que han sido personas violentas contra gente de color, migrantes y periodistas en Chemnitz en los últimos días. Atacó y amenazó con los perseguidores del nacionalsocialismo "y sirvió al" resentimiento antisemita de los medios supuestamente controlados que distorsionan la verdad". Uno iniciado por Mendel y por numerosos científicos, representantes de grupos de víctimas y jefes de sitios conmemorativos (incluyendo Reiner Becker, Detlef Garbe, Thomas Lutz, Benjamin Ortmeyer, Miriam Rürup, Stefanie Schüler-Springorum, Jens-Christian Wagner y Mirjam Wenzel) firmaron la petición y pidieron a la fundación que “conduzca su programa en el área de la educación histórico-política, comprometiéndose con para revelar la historia y la política nazi del recuerdo y ser revisado por expertos independientes. Si el AfD es reelegido para el Bundestag alemán, la Fundación Desiderius Erasmus recibirá un subsidio a partir de 2022 del presupuesto federal. "No debería ser que el dinero de los impuestos se usa para financiar una fundación que promueve una imagen histórica que trivializa los crímenes nazis".ref name="petition-mendel" />
El periódico judío Jüdische Allgemeine informó sobre las palabras de Mendel en su edición en línea. Steinbach luego escribió una carta abierta al periódico: Otte "asumir tal relativización del destino judío y la era nazi" era "completamente absurdo". En un comunicado de prensa del 24 de septiembre de 2018, Steinbach escribió que Mendel estaba diseminando "difamatorio" y afirmaciones falsas "sobre la fundación. La acusación que presuntamente hizo de que la fundación restó importancia a los crímenes nazis fue "el peor tipo de asesinato de reputación" y "desenmascarar" como "pura difamación" ya que la fundación aún no ha llevado a cabo un "evento político".